# Peperomia clavatispica
Peperomia clavatispica är en pepparväxtart som beskrevs av Trel. & Yunck.. Peperomia clavatispica ingår i släktet peperomior, och familjen pepparväxter. Inga underarter finns listade i Catalogue of Life.